# Trenton, Nebraska
Trenton är administrativ huvudort i Hitchcock County i Nebraska. Orten har fått sitt namn efter Trenton i New Jersey. Culbertson var countyts ursprungliga huvudort och Trenton valdes till ny huvudort år 1894.